# Aneurops convergens
Aneurops convergens es una especie de coleóptero de la familia Monotomidae.
Habita el sudoeste de Estados Unidos y México.